# Nuthe-Urstromtal
Nuthe-Urstromtal é um município da Alemanha, situado no distrito de Teltow-Fläming, no estado de Brandemburgo. Tem 337,84 km² de área, e sua população em 2019 foi estimada em 6.564 habitantes.